# Gunder Gundersen
Gunder Gundersen (12. září 1930 Asker – 2. června 2005 Oslo) byl norský reprezentant v severské kombinaci. Na mistrovství světa v klasickém lyžování obsadil druhé místo v roce 1954 a třetí místo v roce 1958. Startoval také na Zimních olympijských hrách 1960, kde skončil jedenáctý. Třikrát vyhrál Holmenkollenský lyžařský festival (1952, 1959 a 1960), v roce 1950 byl juniorským mistrem Norska a v roce 1961 vyhrál národní šampionát mezi seniory. V roce 1959 mu byla udělena Holmenkollenská medaile, v roce 2000 byl jmenován čestným členem Mezinárodní lyžařské federace.
Po ukončení kariéry působil v technické komisi Mezinárodní lyžařské federace. Této funkce využil k zavedení tzv. Gundersenovy metody, jejímž cílem bylo divácky zatraktivnit sdruženářské závody. Do té doby se celkové pořadí určovalo v cíli součtem bodů ze skoku na lyžích a z intervalového závodu v běhu. Podle Gundersenovy metody se výsledky skokanské části přepočítávají na časové rozestupy, podle nichž závodníci postupně startují do stíhacího běžeckého závodu a medaile se udělují podle pořadí v cíli. Gundersenova metoda se na závodech v severské kombinaci používá od mistrovství světa v klasickém lyžování 1985, inspirovaly se jí také další sporty jako biatlon nebo moderní pětiboj.